# Crying in the Rain
«Crying In The Rain» es una canción compuesta por Carole King y Howard Greenfield en 1962 para el dúo estadounidense Everly Brothers. Logró llegar al lugar 6 en los rankings musicales de Estados Unidos y el Reino Unido, en tanto que logró ser 8.º en Holanda y 9° en Noruega.
Su versión más conocida, sin embargo, vendría 28 años más tarde de la mano del grupo noruego A-ha, quien la incluyó en su cuarto disco East Of The Sun, West Of The Moon (1990).

## Video
- Dirección: Steve Barron
- El video fue filmado completamente con la técnica de las cámaras móviles en Big Timber, Montana y trata sobre un robo que sale mal.
- Tuvo una segunda versión que fue solamente estrenada para el Reino Unido en la que se ven más tomas de Morten cantando y tomas adicionales que la primera versión no incluye.
- La primera versión está disponible en Headlines and Deadlines, la segunda no está disponible comercialmente.

## Sencillo en vinilo de 7"
- Sencillo de Francia de 7"

Presenta a Crying In The Rain (4:25) y a (Seemingly) Nonstop July (2:55).
- Sencillo de Alemania de 7"

Presenta a Crying In The Rain (4:25) y a (Seemingly) Nonstop July (2:55).
- Juke Box de Italia de 7"

Presenta a Crying In The Rain de A-ha (4:25) por un lado y la canción The Obvious Child de Paul Simon por el otro.
- Promoción en México de 7"

Esta promoción de 7" presenta a Crying In The Rain (4:25) con el nombre "llorando en la lluvia" en ambos lados.
- Sencillo de UK de 7"

Presenta a Crying In The Rain (4:25) y a (Seemingly) Nonstop July (2:55).
- Sencillo de UK (EP) de 7"

Presenta 4 canciones de distintos álbumes, las cuales son Crying In The Rain (4:25), Take On Me (3:46), Cry Wolf (4:05) y Stay On These Roads (4:44).

## Sencillo en vinilo de 12"
- Promoción en Brasil de 12"

Presenta a Crying In The Rain (4:25) por los 2 lados.
- Sencillo en Francia de 12"

Presenta a Crying In The Rain (4:25), (Seemingly) Nonstop July (2:55)y a Cry Wolf (4:05).
- Sencillo en Alemania de 12"

Presenta a Crying In The Rain (4:25), (Seemingly) Nonstop July (2:55)y a Cry Wolf (4:05).
- Promoción en Hong Kong de 12"

Presenta a Crying In The Rain (4:25).
- Sencillo en UK de 12"

Presenta a Crying In The Rain (4:25), (Seemingly) Nonstop July (2:55)y a Cry Wolf (4:05).

## Sencillo en CD
- Sencillo de Japón de 3"

Presenta a Crying In The Rain (4:25) y a (Seemingly) Nonstop July (2:55).
- Sencillo de Alemania y UK de 5"

Presenta a Crying In The Rain (4:25), (Seemingly) Nonstop July (2:55) y a Cry Wolf (4:05).
- Promoción en Estados Unidos de 5"

Presenta a Crying In The Rain (4:25).
- Promoción en Estados Unidos de 5" (Segunda Promoción)

Presenta a Crying In The Rain (Versión Editada en Radio) (3:57).
(Nota: Esta versión editada en radio es igual a Crying In The Rain, pero sin la introducción)

## Sencillo en casete
- Sencillo de UK

Presenta a Crying In The Rain (4:25) y a (Seemingly) Nonstop July (2:55).
- Sencillo de Estados Unidos

Presenta a Crying In The Rain (4:25) y a (Seemingly) Nonstop July (2:55).
- Datos: Q2661009